# كريس بيرفورد
كريس بيرفورد (بالإنجليزية: Chris Burford)‏ هو لاعب كرة قدم أمريكية أمريكي، ولد في 31 يناير 1938 في أوكلاند في الولايات المتحدة.

## وصلات خارجية
- كريس بيرفورد على موقع مرجع كرة القدم المحترفة.كوم (الإنجليزية)